# Lenny Bruce
Leonard Alfred Schneider (13 de octubre de 1925-3 de agosto de 1966), conocido por su nombre artístico Lenny Bruce, fue un cómico de comedia en vivo, crítico social y satírico estadounidense. Era conocido por su forma de comedia abierta, de estilo libre y crítica que integraba sátira, política, religión, sexo y lenguaje soez. Su condena en 1964 en un juicio por obscenidad fue seguida por un perdón póstumo, el primero en la historia del estado de Nueva York, por parte del entonces gobernador George Pataki, en 2003.
Bruce es conocido por allanar el camino para futuros comediantes francos de la época de la contracultura, y su juicio por obscenidad es visto como un hito para la libertad de expresión en los Estados Unidos. En 2017, la revista Rolling Stone lo ubicó en tercer lugar (detrás de sus discípulos Richard Pryor y George Carlin) en su lista de los 50 mejores cómicos de todos los tiempos.

## Primeros años
Lenny Bruce, registrado como Leonard Alfred Schneider, nació en el seno de una familia judía en Mineola, Nueva York. Creció en la cercana Bell more y asistió a la Escuela Secundaria Wellington C. Mepham. Los padres de Lenny se divorciaron antes de que él cumpliera los 10 años, y vivió con varios familiares durante la siguiente década. Su padre, nacido en Gran Bretaña, Myron "Mickey" Schneider, era zapatero, y los dos se veían con poca frecuencia. La madre de Bruce, Sally Marr (nombre legal Sadie Schneider, registrada al nacer como Sadie Kitchenberg), era una actriz de teatro y tuvo una enorme influencia sobre su carrera.
Después de un tiempo trabajando en una granja, Bruce se unió a la Marina de los Estados Unidos a los 16 años, en 1942, y sirvió durante la Segunda Guerra Mundial a bordo del USS Brooklyn (CL-40) luchando en el norte de África; en Palermo, Italia, en 1943, y en Anzio, Italia, en 1944. En mayo de 1945, después de una presentación para sus compañeros de barco en la que actuó vestido de drag queen, sus oficiales al mando se enojaron. Convenció al oficial médico del barco de que estaba experimentando impulsos homosexuales y esto llevó a su cese en la Marina en julio de 1945. Sin embargo, no admitió ni fue declarado culpable de ninguna violación de los reglamentos navales y logró que se cambiara su licencia a "En condiciones honorables ... por no ser apto para el servicio naval". En 1959, mientras grababa el primer episodio del Penthouse of Playboy, de Hugh Hefner, Bruce habló sobre su experiencia en la Marina y mostró el tatuaje que se hizo en Malta en 1942.
Después de pasar un breve período en California viviendo con su padre, se mudó a Nueva York, con la esperanza de trabajar como comediante. Sin embargo, le resultó difícil diferenciarse de los miles de otros aspirantes al mundo del espectáculo que poblaban la ciudad. Un lugar donde se congregaban era el Hanson, el restaurante donde conoció por primera vez al comediante Joe Ancis, quien tuvo una profunda influencia sobre su trabajo. Muchas de sus rutinas posteriores reflejarían su meticulosa educación a manos de Ancis. Según el biógrafo de Bruce, Albert Goldman, su humor incluía monólogos, fantasías sexuales y las referencias al jazz de Ancis.
Se presentó una noche como "Lenny Marsalle" en el Club de la Victoria, como maestro de ceremonias suplente para uno de los espectáculos de su madre. Sus improvisaciones le ganaron algunas risas. Poco después, en 1947, justo después de cambiar su apellido a Bruce, ganó 12 dólares y una cena de spagueti gratis por su primera actuación de comedia en vivo en Brooklyn. Más tarde, fue invitado y presentado por su madre, que se hacía llamar "Sally Bruce", en el programa de radio Arthur Godfrey's Talent Scouts. Para esta actuación, Lenny se inspiró en Sid Caesar, The Bavarian Mimic, con sus impresiones de estrellas de cine estadounidenses (por ejemplo, Humphrey Bogart, James Cagney y Edward G. Robinson).

## Carrera
El inicio de la carrera en comedia de Bruce incluyó escribir los guiones para Dance Hall Racket en 1953, que presentaba a Bruce, su esposa Honey Harlow y su madre Sally Marr; Dream Follies en 1954, un jugueteo burlesco de bajo presupuesto; y una película infantil, The Rocket Man, en 1954. En 1956, Frank Ray Perilli, un comediante del club nocturno que finalmente se convirtió en guionista de dos docenas de películas y obras de teatro exitosas, se convirtió en mentor y gerente a tiempo parcial de Bruce. A través de Perilli, Bruce conoció y colaboró con el fotoperiodista William Karl Thomas en tres guiones ( Leather Jacket, Killer's Grave y The Degenerate ), ninguno de los cuales llegó a la pantalla, y el material de comedia en sus primeros tres álbumes de comedia.
Bruce era compañero de cuarto de Buddy Hackett en la década de 1950. Los dos aparecieron en el Show de Patrice Munsel (1957–1958), llamando a su dúo de comedia "Not Ready for Prime Time Players", veinte años antes de que el elenco de Saturday Night Live usara el mismo nombre. En 1957, Thomas contrató a Bruce en el club nocturno Slate Brothers, donde fue despedido la primera noche por lo que Variety tituló como "material azul"; esto llevó al tema del primer álbum en solitario de Bruce en Fantasy Records, basado en Berkeley, The Sick Humor of Lenny Bruce, para el cual Thomas sacó la foto de la portada del álbum. Thomas también creó las fotos de otras portadas de discos, actuó como director de fotografía en intentos fallidos de filmar sus guiones, y en 1989 escribió una memoria de su colaboración de diez años titulada Lenny Bruce: The Making of a Prophet. La biografía de Perilli de 2016 titulada The Candy Butcher, dedica un capítulo a la colaboración de diez años de Perilli con Bruce. 
Bruce lanzó un total de cuatro álbumes de material original en Fantasy Records, con discursos, rutinas cómicas y entrevistas satíricas sobre los temas que lo hicieron famoso: jazz, filosofía moral, política, patriotismo, religión, Derecho, raza, aborto, drogas, el Ku Klux Klan y la judeidad. Estos álbumes fueron luego compilados y relanzados como The Lenny Bruce Originals. Dos discos posteriores fueron producidos y vendidos por el propio Bruce, incluido un álbum de 10 pulgadas de las actuaciones de 1961 en San Francisco que iniciaron sus problemas legales. A finales de la década de 1950, Alan Douglas, Frank Zappa y Phil Spector, así como Fantasy, lanzaron otro material no publicado de Bruce. Bruce desarrolló la complejidad y el tono de su material en el club nocturno North Beach de Enrico Banducci, el "hambriento i", donde Mort Sahl se había hecho un nombre anteriormente. 
Calificado como un "cómico enfermizo", Bruce fue esencialmente incluido en la lista negra de la televisión, y cuando apareció gracias a simpatizantes como Hefner y Steve Allen, fue con grandes concesiones a las normas y prácticas de difusión masiva. Los chistes que podrían ofender, como uno sobre adolescentes que olían pegamento en un avión que se hicieron en directo para The Steve Allen Show en 1959, tuvieron que ser escritos y aprobados previamente por los funcionarios de la cadena. En su debut en el programa de Allen, Bruce hizo un comentario sin guion sobre el reciente matrimonio de Elizabeth Taylor con Eddie Fisher, preguntándose: "¿Elizabeth Taylor se convertirá en bar mitzvahed?"
El 3 de febrero de 1961, en medio de una fuerte tormenta de nieve, Bruce dio una famosa actuación en el Carnegie Hall de Nueva York. Fue grabada y luego lanzada como un conjunto de tres discos, titulado The Carnegie Hall Concert. En la biografía póstuma del artista, Albert Goldman lo describió como sigue:

Este fue el momento en que un joven comediante oscuro pero en rápido crecimiento llamado Lenny Bruce eligió dar una de las mejores actuaciones de su carrera. ... La actuación contenida en este álbum es la de un niño de la era del jazz. Lenny adoraba a los dioses de la espontaneidad, la cordura y la asociación libre. Se creía un jazzman oral. Su ideal era caminar por ahí como Charlie Parker, tomar ese micrófono en la mano como una bocina y soplar, soplar, soplar todo lo que se le ocurría en la cabeza tal como se le ocurría sin censura, nada traducido, nada mediado, hasta que él era pura mente, pura cabeza enviando ondas cerebrales como ondas de radio a las cabezas de cada hombre y mujer sentados en ese vasto salón. Enviando, enviando, enviando, finalmente llegaría a un punto de clarividencia donde ya no era un intérprete, sino más bien un medio que transmitía mensajes que le llegaban desde afuera: desde el recuerdo, la fantasía, la profecía.

Un punto en el cual, al igual que los practicantes de escritura automática, su lengua iba más allá de su mente y decía cosas que no planeaba decir, cosas que lo sorprendieron, lo deleitaron, lo hicieron reír, como si él fuera un espectador en su propia actuación!

## Vida personal
En 1951, Bruce conoció a Honey Harlow, una estríper de Manila, Arkansas. Se casaron ese mismo año, y Bruce determinó que ella terminara su trabajo como estríper. La pareja finalmente abandonó Nueva York en 1953 para ir a la costa oeste, donde consiguieron trabajo como dúo cómico en el Cop and Saucers de Los Ángeles. Bruce luego se unió a un proyecto de ley en el club Strip City. Harlow encontró empleo en el Colony Club, que era ampliamente conocido como el mejor club de burlesque  de Los Ángeles en ese momento.
Bruce dejó Strip City a fines de 1954 y encontró trabajo en diferentes clubes de estriptis del Valle de San Fernando. Como maestro de ceremonias, presentaba a las estríperes mientras realizaba su propio material en constante evolución. Los clubes de San Fernando proporcionaron el ambiente perfecto para que Bruce creara nuevas rutinas: según su biógrafo principal, Albert Goldman, fue "precisamente en el momento en que se hundió en el fondo del barril y comenzó a trabajar en los lugares más bajos de los bajos" que de repente se liberó "de todas las restricciones, inhibiciones y discapacidades que anteriormente lo habían mantenido mediocre y comenzó a explotar con una libertad espontánea e ingenio que se parecía al estilo e inspiración de sus nuevos amigos y admiradores, el jazz y los músicos de la escuela modernista".
La hija de Honey y Lenny, Kitty Bruce, nació en 1955. Tuvo un romance con la cantante de jazz Annie Ross a fines de la década de 1950. En 1959, Lenny y Honey se divorciaron.

## Problemas legales

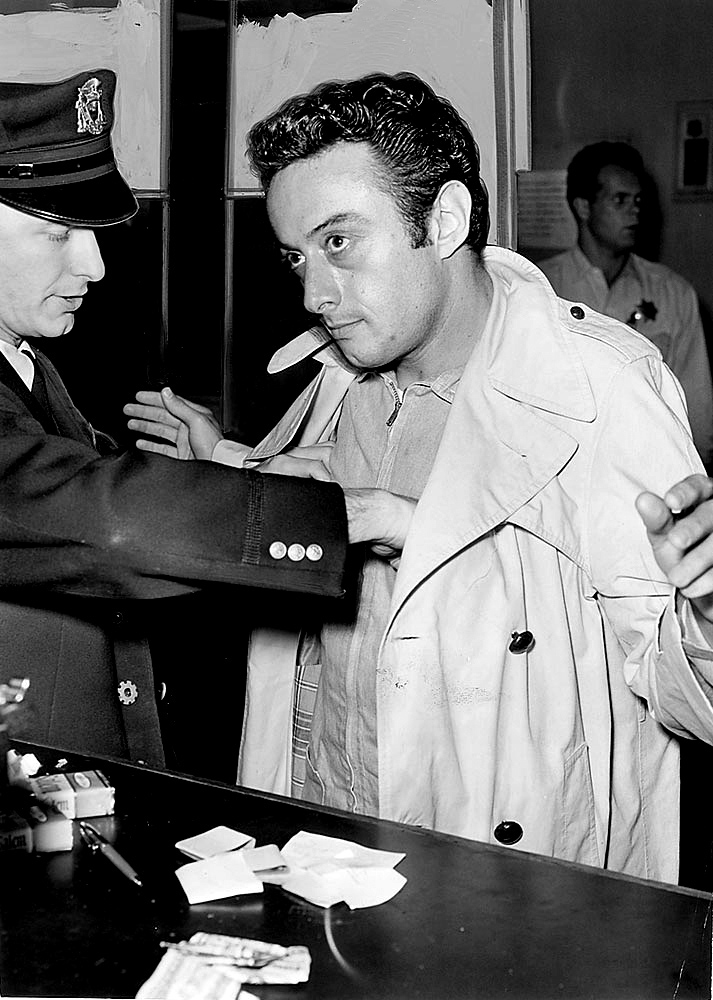
Bruce en su arresto en 1961.

El deseo de Bruce de ayudar a su esposa a dejar de trabajar como estríper lo llevó a buscar planes diseñados para ganar la mayor cantidad de dinero posible. La más notable fue la estafa de la Fundación Brother Mathias, que resultó en el arresto de Bruce en Miami, Florida, en 1951 por hacerse pasar por un sacerdote. Había estado solicitando donaciones para una colonia de leprosos en la Guayana británica (actualmente, Guyana) bajo los auspicios de la "Fundación Brother Mathias", que había alquilado legalmente; el nombre era su propio invento, pero posiblemente se refería al Hermano Matthias quien se hizo amigo de Babe Ruth en el orfanato de Baltimore al que Ruth había sido confinado cuando era niño.
Bruce había robado varias camisas de clérigos y un alzacuellos mientras se hacía pasar por un lavandero. Fue declarado no culpable debido a la legalidad de la fundación autorizada por el estado de Nueva York, la existencia real de la colonia de leprosos de Guayana y la incapacidad del clero local para exponerlo como un impostor. Más tarde, en su autobiografía semificticia How to Talk Dirty and Influence People, Bruce dijo que había ganado alrededor de 8000 dólares en tres semanas, enviando 2500 dólares a la colonia de leprosos y quedándose con el resto. 

### Arrestos por obscenidad
El 4 de octubre de 1961, Bruce fue arrestado por obscenidad en el Jazz Workshop en San Francisco; había usado la palabra cocksucker (felador) y dijo que " to es una preposición, come es un verbo ", que el contexto sexual de come(correrse) es tan común que no tiene peso, y que si alguien que lo escucha se molesta, "probablemente no pueda venirse (come)". Aunque el jurado lo absolvió, otras agencias de aplicación de la ley comenzaron a vigilar sus apariciones, lo que resultó en arrestos frecuentes bajo cargos de obscenidad. 
Bruce fue arrestado nuevamente en 1961, en Filadelfia, por posesión de drogas y nuevamente en Los Ángeles, dos años después. El arresto de Los Ángeles tuvo lugar en el entonces West Hollywood no incorporado, y el oficial que lo arrestó era un joven ayudante del sheriff llamado Sherman Block, quien más tarde se convirtió en el sheriff del condado. La especificación esta vez fue que el comediante había usado la palabra schmuck, un término yiddish insultante que es un término obsceno para pene. Los cargos de Hollywood fueron desestimados más tarde.
El 5 de diciembre de 1962, Bruce fue arrestado en el escenario en el legendario club folk de Gate of Horn en Chicago. Ese mismo año, actuó en el club The Establishment de Peter Cook en Londres, y en abril del año siguiente el Ministerio del Interior le impidió ingresar al Reino Unido como "extranjero indeseable".
En abril de 1964, apareció dos veces en el Cafe Au Go Go en el Greenwich Village, con detectives encubiertos de la policía entre el público. Fue arrestado junto con los dueños del club, Howard y Elly Solomon, quienes fueron arrestados por permitir que tuviera lugar una actuación obscena. En ambas ocasiones, fue arrestado después de salir del escenario, con quejas nuevamente relacionadas con su uso de obscenidades.
Un panel de tres jueces presidió su ampliamente publicitado juicio de seis meses, procesado por el ayudante del Fiscal General de Manhattan Richard Kuh, con Ephraim London y Martin Garbus como abogados defensores. Bruce y el dueño del club Howard Solomon fueron declarados culpables de obscenidad el 4 de noviembre de 1964. La condena se anunció a pesar del testimonio positivo y las peticiones de apoyo de, entre otros artistas, escritores y educadores, Woody Allen, Bob Dylan, Jules Feiffer, Allen Ginsberg, Norman Mailer, William Styron, James Baldwin, la periodista de Manhattan y personalidad de la televisión Dorothy Kilgallen y el sociólogo Herbert Gans. Bruce fue condenado el 21 de diciembre de 1964 a cuatro meses en una casa de trabajo; fue puesto en libertad bajo fianza durante el proceso de apelación y murió antes de que se decidiera la apelación. Salomón, el dueño del club donde Lenny fue detenido, vio más tarde como la condena de Bruce fue sobreseída.

## Últimos años
A pesar de su importancia como comediante, Bruce apareció en la televisión solo seis veces en su vida. En sus actuaciones posteriores en el club, fue conocido por relatar los detalles de sus encuentros con la policía directamente en su rutina de comedia. Estas actuaciones a menudo incluían quejas sobre sus batallas judiciales por cargos de obscenidad, diatribas contra el fascismo y quejas de que se le había negado su derecho a la libertad de expresión. Bruce fue expulsado directamente de varias ciudades de Estados Unidos. 
En septiembre de 1962, su única visita a Australia causó una tormenta mediática, aunque, contrariamente a la creencia popular, no se le prohibió ni se vio obligado a abandonar el país. Bruce fue contratado para un compromiso de dos semanas en Aaron's Exchange Hotel, un pequeño pub en el centro de Sídney, por el promotor Lee Gordon, nacido en Estados Unidos y con sede en Australia, que para ese entonces estaba profundamente endeudado, cerca del final de su exitosa carrera anterior y desesperado por salvar su negocio. El primer show de Bruce el 6 de septiembre a las 21:00 transcurrió sin incidentes, pero su segundo show a los 23:00 tuvo una controversia pública. Bruce fue interrumpido por los miembros de la audiencia durante su actuación, y cuando la actriz local Barbara Wyndon se levantó y se quejó de que Bruce solo estaba hablando de Estados Unidos, y le pidió que hablara de algo diferente, Bruce claramente molesto respondió: "Jódase, señora. Eso es diferente, ¿no?" El comentario de Bruce sorprendió a los miembros de la audiencia y varios se marcharon. 
Al día siguiente, la prensa local había hecho explotar el incidente en una gran controversia, con varios periódicos de Sydney denunciando a Bruce como "enfermizo" e incluso ilustrando su historia con una fotografía retocada que parecía mostrar a Bruce haciendo un saludo fascista. Los propietarios del local cancelaron inmediatamente el resto de las actuaciones de Bruce, y él se retiró a su habitación de hotel en Kings Cross. Los estudiantes universitarios locales (incluido el futuro editor de la revista OZ Richard Neville) que eran fanáticos del humor de Bruce trataron de organizar una actuación en el Roundhouse de la Universidad de Nueva Gales del Sur, pero en el último minuto el vicerrector de la universidad rescindió el permiso para usar el lugar sin ninguna razón y la Comisión Australiana de Radiodifusión canceló por adelantado una entrevista que estaba programada para dar en la televisión australiana.
Bruce permaneció en gran parte confinado en su hotel, pero ocho días después dio su tercer y último espectáculo australiano en el Wintergarden Theatre en los suburbios del este de Sydney. Aunque el teatro tenía una capacidad para 2.100 espectadores, solo asistieron 200 personas, incluida una fuerte presencia policial, y Bruce dio lo que se describió como una actuación "moderada". Durante mucho tiempo se rumoreó que la policía hizo una grabación de la actuación histórica de Bruce, pero de hecho, fue grabada por el saxofonista de jazz local Sid Powell, quien trajo una grabadora portátil al espectáculo. La cinta fue redescubierta en 2011 en posesión del cantante australiano Sammy Gaha, quien había actuado como el chofer de Bruce durante su visita, y posteriormente fue donada a la colección de audio de Lenny Bruce en Universidad Brandeis. Bruce dejó el país unos días después y luego habló un poco sobre la experiencia.
El aumento del consumo de heroína y anfetaminas también afectó la salud de Bruce. Para 1966, había sido incluido en la lista negra de casi todos los clubes nocturnos de los EE. UU., ya que los propietarios temían ser procesados por obscenidad. Dio una actuación famosa en el Berkeley Community Theatre en diciembre de 1965, que se grabó y se convirtió en su último álbum en vivo, titulado The Berkeley Concert; Su actuación aquí ha sido descrita como lúcida, clara y tranquila, y una de las mejores. Su última actuación tuvo lugar el 25 de junio de 1966, en el Auditorio The Fillmore en San Francisco, en un proyecto de ley con Frank Zappa y The Mothers of Invention. La actuación no fue recordada con cariño por Bill Graham, cuyas memorias describen a Bruce como "puesto de anfetaminas"; Graham pensó que Bruce terminó su serie emocionalmente perturbado. Zappa ofreció su cartilla de reclutamiento a Bruce para que le firmara un autógrafo pero Bruce se negó, alegando que no quería tocarla.
A pedido de Hefner y con la ayuda de Paul Krassner, Bruce escribió una autobiografía. Serializado en Playboy en 1964 y 1965, este material fue publicado más tarde como libro titulado How to Talk Dirty and Influence People. Durante este tiempo, Bruce también contribuyó con una serie de artículos a la revista satírica The Realist de Krassner.

## Muerte y perdón póstumo

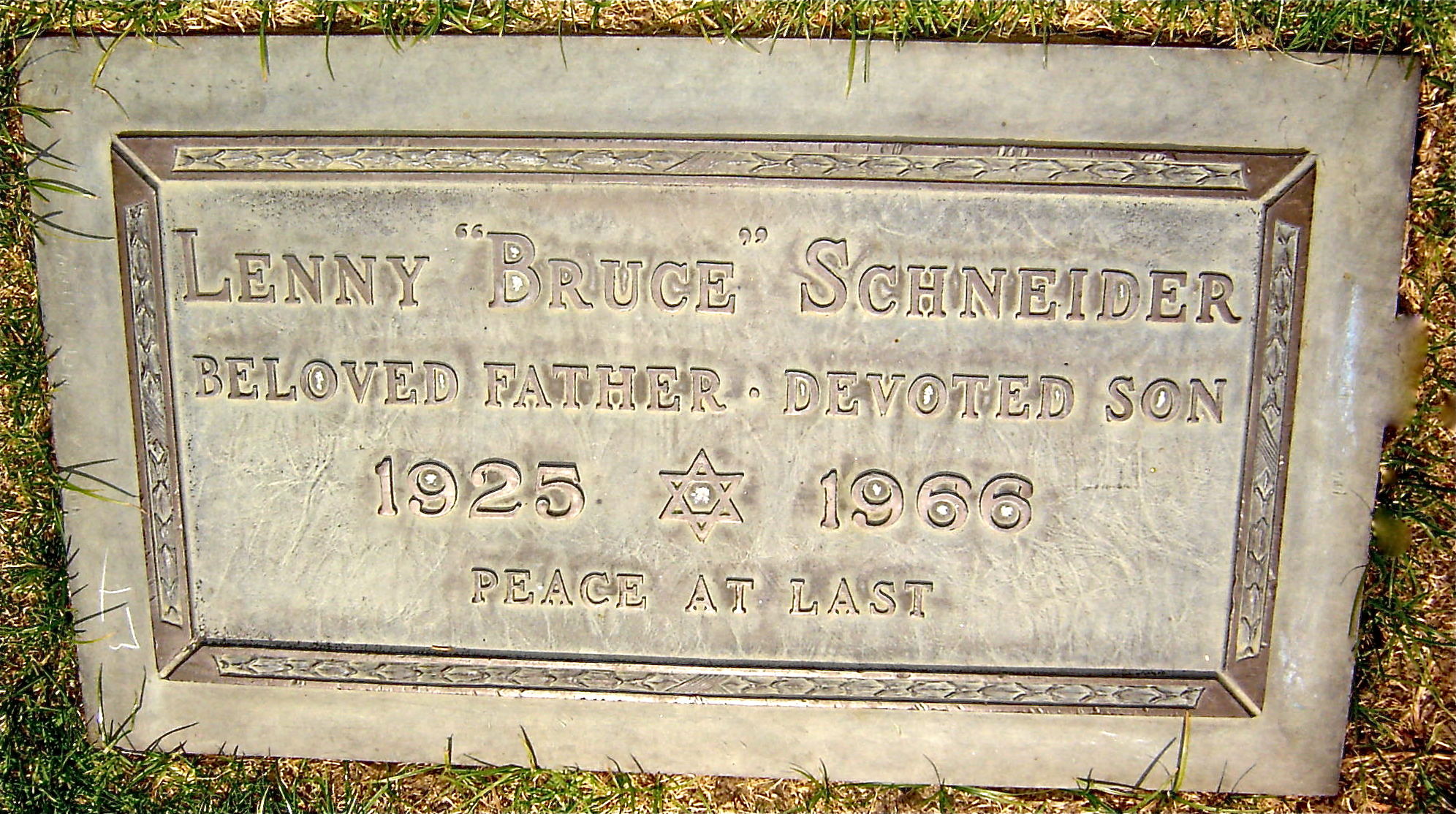
Tumba de Bruce en el cementerio Eden Memorial Park en Mission Hills, California

El 3 de agosto de 1966, un Bruce barbudo fue encontrado muerto en el baño de su casa de Hollywood Hills en 8825 W. Hollywood Blvd. La foto oficial, tomada en la escena, mostraba a Bruce tendido desnudo en el piso, con una jeringa y una tapa de botella quemada cerca, junto con varios otros artículos relacionados con uso de narcóticos. El productor discográfico Phil Spector, un amigo de Bruce, compró los negativos de las fotografías "para mantenerlas alejadas de la prensa". La causa oficial de muerte fue "intoxicación aguda por morfina causada por una sobredosis".
Los restos de Bruce fueron enterrados en el cementerio Eden Memorial Park en Mission Hills, California, pero un monumento no convencional el 21 de agosto fue lo suficientemente controvertido como para mantener su nombre en el centro de atención. Más de 500 personas acudieron al servicio para presentar sus respetos, dirigido por Spector. Los funcionarios del cementerio habían tratado de bloquear la ceremonia después de que los anuncios del evento alentaron a los asistentes a traer comida y matracas. Dick Schaap elogió a Bruce en Playboy, con la última línea: "Una última palabra de cinco letras para Lenny: Muerto. A los cuarenta. Eso es obsceno". 
Su epitafio dice: "Padre amado, hijo devoto / Paz por fin". 
Le sobrevivieron su exmujer y su hija. Al momento de su muerte, su novia era la comediante Lotus Weinstock.
El 23 de diciembre de 2003, treinta y siete años después de la muerte de Bruce, el gobernador de Nueva York, George Pataki, le otorgó un perdón póstumo por su condena por obscenidad.

## Legado
Bruce fue el tema de la película biográfica de 1974 Lenny, dirigida por Bob Fosse y protagonizada por Dustin Hoffman (en un papel nominado al Premio de la Academia a mejor Actor ), y basada en la obra de teatro de Broadway del mismo nombre escrita por Julian Barry y protagonizada por Cliff Gorman en su papel ganador del premio Tony de 1972. Además, la edición del personaje principal de una versión ficticia de Lenny fue una parte importante de la autobiopic de Fosse, All That Jazz, nominada al Premio de la Academia de 1979; Gorman volvió a interpretar el papel del monologuista de comedia. 
El documental Lenny Bruce: Swear to Tell the Truth, dirigido por Robert B. Weide y narrado por Robert De Niro, fue lanzado en 1998. Fue nominado para el Premio de la Academia a la Mejor Película Documental.
En 2004, Comedy Central incluyó a Bruce en el número tres de su lista de los 100 mejores monologuistas de comedia de todos los tiempos, situándose por encima de Woody Allen (4 °) y por debajo de Richard Pryor (1 °) y George Carlin (2 °). Ambos comediantes que obtuvieron un puntaje más alto que Bruce lo consideraron una gran influencia; Pryor dijo que escuchar a Bruce por primera vez "cambió mi vida", mientras que Carlin fue arrestado junto con Bruce después de negarse a proporcionar identificación cuando la policía allanó una actuación de Bruce.

## En la cultura popular
- En 1966, Grace Slick coescribió y cantó la canción "Padre Bruce" para su banda The Great Society.[60]
- Bruce aparece en la fila superior de la portada del álbum de 1967 de los Beatles Sgt. Pepper's Lonely Hearts Club Band .[61]
- El clip de un noticiero incluido en " 7 O'Clock News / Silent Night " por Simon & Garfunkel lleva el ostensible audio del noticiero de la muerte de Lenny Bruce.
- En otra canción del álbum Parsley, Sage, Rosemary and Thyme, " A Simple Desultory Philippic (o How I Was Robert McNamara'd into Submission) ," Paul Simon canta ". . . Aprendí la verdad de Lenny Bruce, que toda mi riqueza no me comprará salud ".[62]
- El cuarto álbum de Tim Hardin, Tim Hardin 3 Live in Concert, lanzado en 1968, incluye su canción Lenny's Tune escrita sobre su amigo Lenny Bruce.[63]
- El álbum de Nico de 1967, Chelsea Girl, incluye una canción titulada "Eulogy to Lenny Bruce", que fue "Lenny's Tune" de Tim Hardin, con las letras ligeramente alteradas. En ella describe su pena y enojo por la muerte de Bruce.[64]
- La canción de Bob Dylan de 1981 "Lenny Bruce" de su álbum Shot of Love describe un breve viaje en taxi compartido por los dos hombres. En la última línea de la canción, Dylan recuerda: "Lenny Bruce era malo, él era el hermano que nunca tuviste".
- Phil Ochs escribió una canción para elogiar al fallecido comediante, titulada "¿Lenny ya no vive aquí?" La canción aparece en su álbum de 1969 Rehearsals for Retirement .[65]
- El álbum de 1982 del grupo australiano Paul Kelly And The Dots Manila presenta una canción llamada "Lenny (To Live Is to Burn)", que incluye un par de clips de la actuación de Lenny Bruce.
- La canción de 1987 de REM " It's the End of the World as We Know It (And I Feel Fine) " incluye referencias a un cuarteto de personas famosas que comparten las iniciales LB con Lenny Bruce como uno de ellos (los otros son Leonard Bernstein, Leonid Brézhnev y Lester Bangs ). La primera línea de la canción que menciona a Bruce dice ". . . Eso es genial, comienza con un terremoto, pájaros y serpientes, un avión, y Lenny Bruce no tiene miedo ".[66]
- En la canción Born to be Sold del disco Velveteen de 1989 de Transvison Vamp.
- En la adaptación de 1996 "El profesor chiflado", Eddie Murphy le dice al comediante Dave Chappelle "Eres el próximo Lenny Bruce". (Profesor chiflado 1996)
- Lenny Bruce aparece como personaje en la novela de Don DeLillo de 1997 Underworld . En la novela, Bruce hace una rutina de pie sobre la crisis de los misiles cubanos .[67]
- La canción de 1974 de Génesis "Broadway Melody of 1974" muestra una distópica Nueva York en la que "Lenny Bruce declara una tregua y juega su otra mano, Marshall McLuhan, mirando informalmente, con la cabeza enterrada en la arena" y "Groucho, con sus películas detrás, se queda solo con su golpe de línea fallando ".[68]
- El álbum de 2005 de Joy Zipper The Heartlight Set presenta una canción llamada "For Lenny's Own Pleasure".[69]
- La canción de Nada Surf "Imaginary Friends" (de su álbum de 2005 The Weight Is a Gift ) hace referencia a Lenny Bruce en sus letras: "Los ojos de insecto de Lenny Bruce miran desde un LP, preguntándome qué tipo de pelea tengo en mí ".[70]
- Shmaltz Brewing Company elabora una cerveza durante todo el año llamada Bittersweet Lenny's RIPA y el lema es "Elaborado con una cantidad obscena de lúpulo".[71]
- Luke Kirby interpreta una versión ficticia del comediante como un personaje recurrente en la serie de Prime Video, The Marvelous Mrs. Maisel, en el que es retratado como amigo y mentor de la protagonista. Kirby ganaría un premio Emmy en 2019 por su interpretación de Bruce.

## Filmografía
| Año  | Título                                    | Papel                                                                          | Notas |
| ---- | ----------------------------------------- | ------------------------------------------------------------------------------ | --- |
| 1953 | Caminando a mi bebé de regreso a casa     | Escritor                                                                       | Sin acreditar |
| 1953 | Raqueta de salón de baile                 | Vincent                                                                        | Dirigida por Phil Tucker |
| 1954 | Dream Follies                             |                                                                                | Dirigida por Phil Tucker |
| 1954 | El hombre cohete                          | Guion                                                                          | Dirigida por Oscar Rudolph |
| 1955 | La chaqueta de cuero                      | Actor / escritor                                                               | 20 minutos de un proyecto de largometraje que perdió fondos y nunca se completó |
| 1959 | One Night Stand: El mundo de Lenny Bruce  | Él mismo / escritor                                                            | Especial de televisión |
| 1967 | La película de rendimiento de Lenny Bruce | Él mismo / escritor                                                            | Filmado en San Francisco 1966, incluye Thank You Mask Man, VHS 1992 / DVD 2005 / descarga |
| 1971 | Gracias hombre de la máscara              | Voz de 'The Lone Ranger' / escritor / director                                 | Cortometraje animado de John Magnuson Associates |
| 1971 | Pollo dinamita                            | Él mismo                                                                       | Sketch comedia protagonizada por Richard Pryor |
| 1972 | Lenny Bruce sin lágrimas                  | Él mismo                                                                       | Documental dirigido por Fred Baker, VHS 1992 / DVD 2005 / descarga 2013 |
| 1974 | Lenny                                     | Biografía dirigida por Bob Fosse y protagonizada por Dustin Hoffman como Lenny | Hoffman fue nominado por: - Premio de la Academia al mejor actor - Premio BAFTA al mejor actor en un papel principal - Premio Globo de Oro al mejor actor - Drama cinematográfico |
| 1984 | Un brindis por Lenny Bruce                | Él mismo                                                                       | Homenaje de TV disponible en LaserDisc / VHS |
| 1998 | Lenny Bruce: jura decir la verdad         | Él mismo                                                                       | Documental nominado al Oscar dirigido por Robert B. Weide, narrado por Robert De Niro |
| 2011 | Buscando a Lenny                          | Él mismo                                                                       | Documental con entrevistas con Mort Sahl, Phyllis Diller, Lewis Black, Richard Lewis, Sandra Bernhard, Jonathan Winters, Robert Klein, Shelley Berman y otros, estreno norteamericano Festival de cine judío de Toronto en mayo de 2011, proyectado en París Beat Generation Days en abril de 2011 |

## Discografía

### Álbumes
| Año  | Título                             | Etiqueta              | Formato                                                         | Notas                                                                                            |
| ---- | ---------------------------------- | --------------------- | --------------------------------------------------------------- | ------------------------------------------------------------------------------------------------ |
| 1958 | Entrevistas de nuestros tiempos    | Registros de fantasía | LP / LP 1969 / CD 1991 / descargar                              | 2 pistas cuentan con Henry Jacobs y Woody Leifer, notas de Horace Sprott III y Sleepy John Estes |
| 1959 | El humor enfermo de Lenny Bruce    | Registros de fantasía | LP / LP / 8 pistas 1984 / CD 1991, 2012 y 2017 / descargar 2010 | Apuntes de Ralph J. Gleason                                                                      |
| 1960 | ¡No soy una nuez, elígeme! (Unión) | Registros de fantasía | LP / CD 1991 / descarga                                         | Apuntes de Ralph J. Gleason                                                                      |
| 1961 | americano                          | Registros de fantasía | LP / CD 1991, 2013 y 2016 / descargar                           | Apuntes de Ralph J. Gleason                                                                      |
| 1964 | Lenny Bruce vuelve a salir         | Lenny Bruce           | LP / descarga 2004                                              | Grabaciones en vivo autopublicadas de 1958–1963                                                  |
| 1966 | Lenny Bruce vuelve a salir         | Philles Records       | LP / descarga 2004                                              | Versión totalmente diferente PHLP-4010, producida por Phil Spector                               |

### Lanzamientos póstumos
| Año  | Título                                  | Etiqueta                                          | Formato                                                                    | Notas |
| ---- | --------------------------------------- | ------------------------------------------------- | -------------------------------------------------------------------------- | --- |
| 1966 | ¿Por qué murió Lenny Bruce?             | Capitol Records                                   | LP / LP 1974 / descarga 2014                                               | Entrevistas y grabaciones de Lawrence Schiller, Lionel Olay y Richard Warren Lewis                                                                                         |
| 1967 | Lenny Bruce                             | United Artists Records                            | LP / LP 1986                                                               | Grabado el 4 de febrero de 1961, editado, reeditado como In Concert At Carnegie Hall                                                                                       |
| 1968 | La política esencial de Lenny Bruce     | Douglas Records                                   | LP / descarga 2007                                                         | Clips editados junto con audio de archivo para contexto histórico |
| 1969 | El concierto de Berkeley                | Expedientes extraños / Expedientes de la sorpresa | 2 × LP / 2 × LP 1971 / casete 1991 / CD 1989, 2004 y 2017 / descargar 2005 | Grabado el 12 de diciembre de 1965, producido por John Judnich y Frank Zappa                                                                                               |
| 1970 | A es una preposición; Venir es un verbo | Douglas Records                                   | LP / LP 1971, 1975 y 2004 / CD 2000 y 2002 / descargar 2005 y 2007         | Grabado en 1961–1964, LP vuelve a emitir titulado Lo que me arrestaron |
| 1971 | Vive en el teatro Curran                | Registros de fantasía                             | 3 × LP / 2 × CD 1999 y 2017 / descarga 2006                                | Grabado el 19 de noviembre de 1961 |
| 1972 | sala Carnegie                           | United Artists Records                            | 3 × LP / 2 × CD 1995 / descargar 2015                                      | Grabado el 4 de febrero de 1961, íntegro |
| 1974 | La ley, el lenguaje y Lenny Bruce       | Expedientes de Warner-Spector                     | LP / casete                                                                | Producido por Phil Spector |
| 1992 | Lenny Bruce                             | Rhino Entertainment                               | CD / CD 2005                                                               | Banda sonora de "The Lenny Bruce Performance Film" y reeditada como Live in San Francisco 1966                                                                             |
| 1995 | Live 1962: ¡Busted!                     | Expedientes del nido de la víbora                 | CD / descarga 2010 y 2018                                                  | Grabado el 4 de diciembre de 1962 en Chicago Gate of Horn, reeditado como Dirty Words - Live 1962 & The Man That Shocked Britain: Gate of Horn, Chicago, diciembre de 1962 |
| 2004 | Dejar que el comprador tenga cuidado    | ¡Gritar! Fábrica                                  | 6 × CD / libro                                                             | Material inédito, producido por Hal Willner |

### Compilaciones
| Año                           | Título                                                | Etiqueta              | Formato                                       | Notas                                                |
| ----------------------------- | ----------------------------------------------------- | --------------------- | --------------------------------------------- | ---------------------------------------------------- |
| 1962                          | Lo mejor de lenny bruce                               | Registros de fantasía | LP / casete 1990 / LP 1995                    |                                                      |
| 1972                          | Gracias hombre enmascarado                            | Registros de fantasía | LP / CD 2004 y 2005                           | CD mejorado con el cortometraje Thank You Masked Man |
| 1975                          | El verdadero lenny bruce                              | Registros de fantasía | 2 × LP                                        | Gatefold con inserciones y póster                    |
| mil novecientos ochenta y dos | Sin expurgar : Lo mejor de Lenny Bruce                | Registros de fantasía | LP                                            |                                                      |
| 1991                          | Los originales de Lenny Bruce Volumen 1               | Registros de fantasía | CD / CD 1992 y 1997 / descarga 2006 / CD 2013 | Reedición del primer y segundo álbum                 |
| 1991                          | The Lenny Bruce Originals Volumen 2                   | Registros de fantasía | CD / CD 1992 y 1997 / descarga 2006 / CD 2013 | Reedición del tercer y cuarto álbum.                 |
| 2011                          | Colección de álbumes clásicos                         | Estrellas doradas     | 3 × CD 2012                                   | Primeros 4 álbumes con 4 pistas adicionales          |
| 2013                          | Grandes momentos de audio, vol. 33: Lenny Bruce       | Viaje mundial         | descargar                                     | 22 pistas, 105 minutos                               |
| 2013                          | Grandes momentos de audio, vol. 33: Lenny Bruce Pt. 1 | Viaje mundial         | descargar                                     | 9 pistas, 39 minutos                                 |
| 2013                          | Grandes momentos de audio, vol. 33: Lenny Bruce Pt. 2 | Viaje mundial         | descargar                                     | 9 pistas, 43 minutos                                 |
| 2016                          | Cuatro álbumes clásicos más pistas extra              | Real Gone Music       | 4 × CD                                        | Primeros 4 álbumes con pistas adicionales            |

### Audiolibros
| Año  | Título                                                                         | Etiqueta                       | Formato                                            | Notas                                                                                          |
| ---- | ------------------------------------------------------------------------------ | ------------------------------ | -------------------------------------------------- | ---------------------------------------------------------------------------------------------- |
| 2000 | Cierra la boca y abre la mente: el ascenso y la caída temeraria de Lenny Bruce | Chrome Dreams                  | CD / CD 2001 y 2005 / CD / descarga 2006 / CD 2017 | Biografía leída por Robin Clifford, defendida por Lenny y voces de personas que lo conocieron. |
| 2002 | Los juicios de Lenny Bruce                                                     | Libros de consulta MediaFusion | CD / libro                                         | Contiene extractos de las cintas de prueba nunca antes lanzadas de Lenny                       |
| 2016 | Lenny Bruce: Cómo hablar sucio e influir en las personas: una autobiografía    | Hachette Audio                 | descargar / CD 2017                                | Leído por Ronnie Marmo, Prefacio de Lewis Black y Prólogo de Howard Reich                      |

### Álbumes tributos
| Año  | Título                                                        | Etiqueta     | Formato | Notas |
| ---- | ------------------------------------------------------------- | ------------ | ------- | --- |
| 1972 | Jarl Kulle : Som Lenny Bruce - Varför Gömmer Du Dig I Häcken? | Música polar | 2 × LP  | Actor sueco que interpreta a Lenny, el título se traduce como Al igual que Lenny Bruce: ¿Por qué te escondes en el seto? |

### Audio Video
- Works by Lenny Bruce
- "Come and Gone/Thank you, Mr. Masked Man!" , My KPFA – A Historical Footnote (1961 Jazz Workshop performance and two 1963 performances)
- Clips de video relacionados con el juicio de Lenny Bruce reunido por la Facultad de Derecho de la Universidad de Misuri-Kansas City

- Datos: Q460876
- Multimedia: Lenny Bruce / Q460876
- Citas célebres: Lenny Bruce